# 北醫大無語良師碑
25°01′29″N 121°33′38″E / 25.024788°N 121.560654°E
北醫大無語良師碑，是位於臺灣臺北市信義區臺北醫學大學形態學大樓前的紀念碑，2010年設立，緣由是1988年6月與1993年4月的嬰屍標本處置不當事件。

## 造型
碑體由型態學大樓整建時的設計師之一的劉建成所設計：整體以兩片鋼板垂直交叉而成，象徵來自四面八方的遺體捐贈者；中間鏤空作人形、與中間一顆發亮球體，意涵雖身體成空，但愛心將綻放光芒；碑後的木化石，代表奉獻精神已化作永恆；一旁布置母抱子形的白色雕像，以紀念當時的嬰體事件。

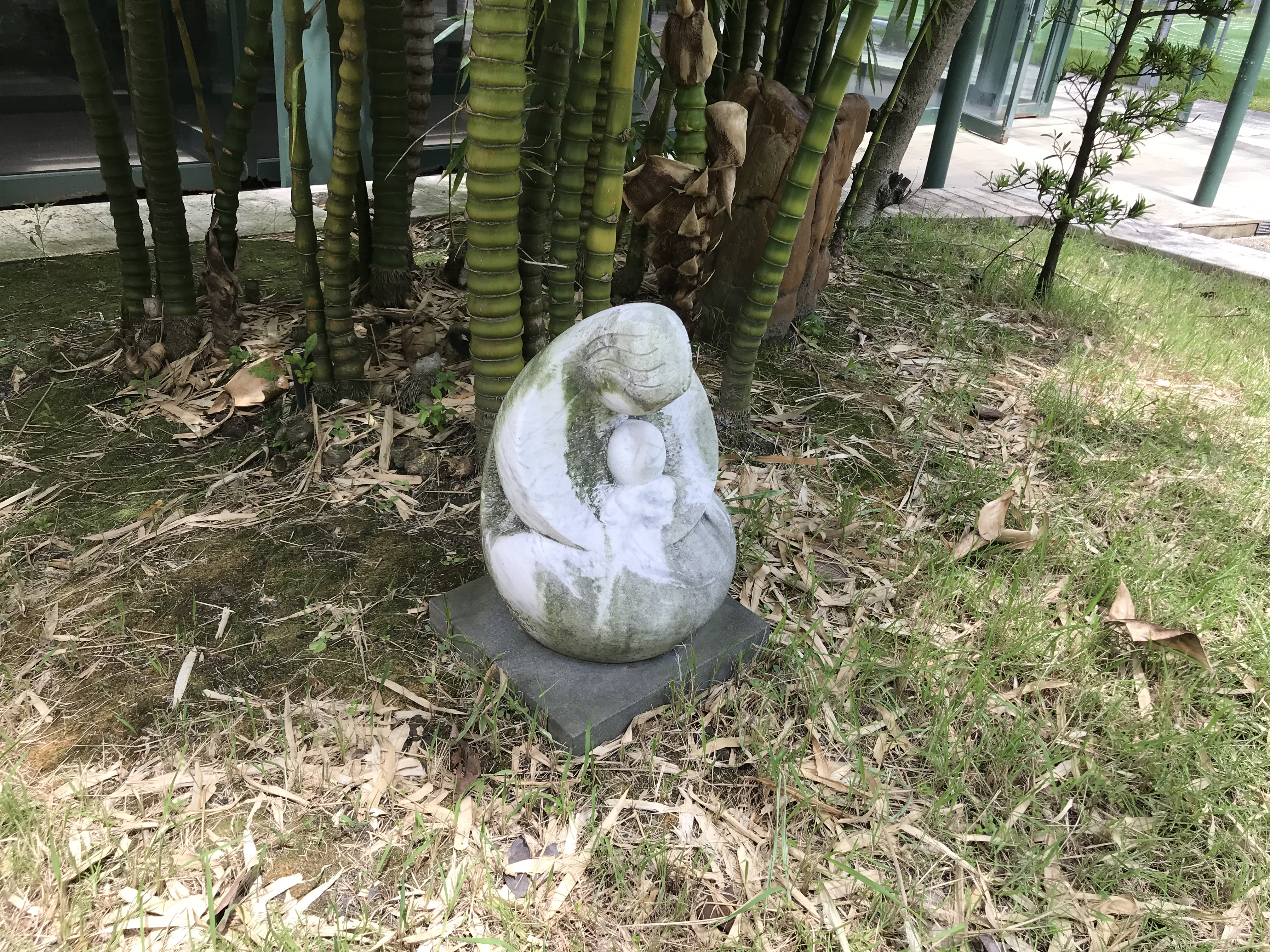
母抱子像

## 事由

### 隨意棄置
臺北醫學院（北醫）病理科的嬰屍標本，來源自臺北醫學大學附設醫院婦產科經墮胎手術後的胎兒或死產。1988年，時任病理科主任的黃德修教授，決定處理存放一、二十年的嬰屍標本，除保存仍有教學價值的，其餘清除。1990年代與之前，臺灣各醫學院對於病理解剖後的遺體、研究標本的清除方式，除榮民總醫院會派人監督火化外，其餘多是委由自行傾倒私人或公有土地。北醫因嬰屍標本有泡福馬林而不易火燒，董事會和校長室就指示可埋於學校近墳場旁一千多坪的山坡地。1988上半年，北台灣就已發生過三次屍體及殘肢未掩埋妥當，被疑為謀殺的案例。像是與北醫只有一牆之隔的克勤新村就傳聞，北醫會在圍牆邊樹下埋屍。
6月14日，北醫事務主任劉邦宏吩咐工友清除嬰屍標本，卻沒指定地點。正好，前鋒工程公司在吳興街220巷闢建經莊敬路至信義路的地下排水幹管，廢土任意堆在路中、路面百孔千瘡。當日天氣溫攝氏30多度、福馬林又臭，事務組張姓工友領班等人，見到吳興街220巷正有怪手在施工，就近圖方便，請怪手司機順便在一旁的校地挖掩埋坑，於下午4點半告一段落時先以鐵片遮蓋。結果，嬰屍的屍水經引流管流入水溝，讓聞到味道的克勤新村居民難以忍受。校園圍牆因巷弄施工而遭移除，就被聞味而來的居民發現。居民掀開鐵板發現數十具嬰屍及部分人體臟器與肢塊後，當晚立即和管區警員前往該校，但校方只有少數留守人員而未解決。
15日上午9點，居民阻止北醫繼續埋嬰兒屍體，遭校方人員以地處校地而拒絕。民眾反應後，只覺得校方秘書處、總務處、醫務部門、實驗科相互推託。康姓、翟姓居民便聯繫各傳播媒體，揭發此事。克勤新村自治會長朱根林、該鄰鄰長郭林，則前往與北醫院長江萬煊見面，要求儘速處理。院長室秘書江志明出面代表院方道歉，說明這完全是作業疏忽，會興建靈塔來收容研究用遺骨。此事引起輿論批評，如指破壞醫學倫理、要校方將嬰屍能入土為安。
15日下午，北醫請四名葬儀社工人挖出嬰屍等。除病理科的嬰屍外，還混有其他科的標本，校方卻沒統計其中嬰屍的數量。據居民見狀，該天清理的嬰屍大約有四十具之多。因觸犯行規忌諱，雖葬儀社工人各獲高於市價的新台幣7,000元酬謝，依然不滿。其中九具嬰屍因遭地下水淹沒，未被工人挖出。
21日，北醫發布人事命令，對總務處事務組主任劉邦宏及病理科技士蔡忠保分別予以行政處分。在江萬煊命令下，主其事的事務主任被降職為職員。
29日，挖到的嬰屍於台北市立第二殯儀館火化。此事後，北醫總務處不論醫院或醫學院的嬰屍或臟器，都改用火化處理。

### 餘波再起
1993年，北醫將部分校地改成校門前道路。承包商千右營造公司於4月19日挖出近嘉興街220巷的廢土，當天運至南港區研究院路二段35巷道路工程作回填。被南港民眾發現裡面有嬰屍報警後，警方在兩天找到九具嬰屍、三大袋的內臟。
20日，台北市議員闕河淵提出緊急質詢，要求市政府衛生局、工務局、警察局、環保局，儘快查明，以免有醫療機構再出現類似行為。下午，北醫召開緊急會議，找當年曾參與此事的人員釐清。
21日上午，北醫庶務組雇用卡車，將傾倒於南港的廢土全數運回校園內空地。校方將廢土倒在足球場邊，以一鏟鏟翻開廢土檢查是否還有殘餘嬰屍或臟器。運回十二趟後，發現果然還有部分臟器夾雜其中。
29日，北醫院長胡俊弘率該院總務長林鎮岱、及庶務組長周雅勝等人，公開說明善後處理經過，並決定在校園內興建一座紀念碑。事後調查才發現，原來這些嬰屍是1988年亂埋時尚未被挖出的。
11月26日，臺灣臺北地方檢察署承辦檢察官劉承武，決定依《刑法》遺棄屍體罪嫌將北醫事務組前任組長劉邦宏提起公訴。12月12日，起訴劉邦宏。1994年1月27日，台北地方法院一審判決劉邦宏判處有期徒刑六個月，依法減刑為三個月，並緩刑二年。5月5日，二審駁回劉邦宏上訴，維持一審原判決。
1994年大學聯招醫事類組排名，北醫教務長盧美秀對北醫醫事類組排名首次被擠出十名外，認為是受嬰屍案件而影響校譽。至於病理科教授黃德修則決定在身後作無語良師，成為該校首位捐出大體供病理解剖的教授。

### 立碑紀念
校方的林鎮岱2009年在大體解剖教室（形態學大樓）前重摔後，想起當初要建碑的事情，從董事會同意下以350萬元校務基金興建紀念碑與園區。2010年5月14日上午10點在形態學大樓前揭幕時，邀請到長笛家華姵、大提琴家黃盈媛演奏，人本集團總經理林宥馨、董事長李祖德、董事胡俊弘、董事陳增福、副校長蘇慶華、老師林鎮岱、解剖學科馮琮涵主任等師生近百人出席。